# Verbascum iskenderunense
Verbascum iskenderunense är en flenörtsväxtart som beskrevs av Hub.-mor.. Verbascum iskenderunense ingår i släktet kungsljus, och familjen flenörtsväxter. Inga underarter finns listade i Catalogue of Life.